# حركة أنصار الله الأوفياء
حركة أنصار الله الأوفياء ( العربية: حركة أنصار الله الأوفياء، ت.ح. 'Loyal Supporters of Allah Movement'  ) أو ببساطة أنصار الله الأوفياء ( العربية: أنصار الله الأوفياء، ت.ح. 'Loyal supporters of Allah' ) هي جماعة شيعية مسلحة مقرها العراق وممولة من إيران وهي جزء من المقاومة الإسلامية في العراق والتي صنفتها وزارة الخارجية الأمريكية على أنها جماعة إرهابية في 17 يونيو 2024، لمهاجمتها جنود أمريكيين متمركزين في الأردن وسوريا وارتباطها وتحالفها مع العديد من الجماعات المسلحة المصنفة بالفعل ومقرها العراق.

## تاريخ
تأسست الجماعة في عام 2013 كجماعة سياسية في محافظة ميسان وأطلقت على نفسها اسم كيان الصادق والعطاء قبل أن تصبح لواءً لقوات الحشد الشعبي التي ترعاها الدولة العراقية تحت اسم اللواء التاسع عشر لقوات الحشد الشعبي في عام 2014. ولا تزال الجماعة نشطة سياسياً، منفصلة عن أنشطتها المسلحة، تحت اسم حركة الصادق والعطاء. استهدفت الجماعة العديد من القواعد والجنود للجيش الأمريكي وقوات سوريا الديمقراطية. كما هاجمت الجماعة التحالف الدولي من أجل مهاجمة قوات الدولة الإسلامية في كل من سوريا والعراق. كما وُصفت الجماعة بأنها حليفة لفيلق القدس التابع للحرس الثوري الإيراني من خلال القيام بهجمات نيابة عنهم.

يُزعم أن الجماعة كانت لها صلات بالعديد من عمليات الاختطاف وقتل المتظاهرين خلال حركة تشرين عام 2019 بما في ذلك اختطاف قادة بارزين مثل سجاد العراقي وعلي جاسب. هددت الجماعة علنًا بإرهاب المدنيين العراقيين الذين يدعمون الولايات المتحدة كوسيلة لتقويض ما تسميه "المصالح الأمريكية في العراق". ادعت الولايات المتحدة أن الجماعة كانت متورطة في هجوم طائرة بدون طيار على برج 22 ضد قاعدة أمريكية في الأردن والذي قُتل فيه 3 جنود أمريكيين وأصيب 34.
في 17 يونيو 2024، صنفت وزارة الخارجية الأمريكية الجماعة كمنظمة إرهابية وزعيم الجماعة، حيدر مزهر مالك السعيدي، كإرهابي مُعين خصيصًا لاستهدافهم للقواعد الأمريكية في الشرق الأوسط وتورطهم في ضربات ضد إسرائيل خلال حرب غزة حيث جاءت العديد من الضربات من جنوب بغداد. وردًا على التصنيف الإرهابي، سخر زعيم الجماعة من الولايات المتحدة قائلاً إن التصنيف كان "وسام شرف".